# محاك شمالي
المُحاكي الشِّماليّ هو النوع الوحيد من المُحاكيات شائعة الوجود في أمريكا الشماليَّة. وُصفت هذه الطيور لأوَّل مرَّة من قِبل عالم الحيوان السويدي كارولوس لينيوس في مؤلَّفه من عام 1758 حامل عنوان «النظام الطبيعي» (باللاتينية: Systema Naturæ)، وقد أطلق عليها حينها الاسم العلمي Turdus polyglottos المُختلف عن اسمها العلمي الحالي.
يُفرخُ المُحاكي الشمالي في جنوب شرق كندا، وفي الولايات المتحدة، وشمال المكسيك، وجزر الباهاماس والكايمان، والأنتيل الكبرى، كما تمَّ إدخاله إلى برمودا وجُزر الهاواي. تُستبدلُ هذه الطيور جنوبًا بأقرب أقاربها، ألا وهو المُحاكي الاستوائيّ. من الأنواع الأخرى القريبة أيضًا: مُحاكي سوكورو أو المُحاكي السوكوريّ، وهو نوعٌ مُهدد بالانقراض. على الرّغم من أنّ المُحاكي الشمالي طائرٌ غير مُميز من حيث الهيئة الخارجيَّة، إذ أنَّ ريشه أغبر رمادي وأبيض، لكنه اختير رمزًا لخمس ولايات في الولايات المتحدة، هي: أركنساس، وفلوريدا، والمسيسيپي، وتينيسي، وتكساس.
القسم الأعظم من الجمهرات مُقيمٌ مُفرخ عبر أغلب أنحاء موطنه، لكن الطيور الشماليَّة يُحتمل أن تنتقل جنوبًا خلال فصول الشتاء الأكثر برودة. عُثر على بعض الأفراد في هذه الطيور في أوروبا الغربيَّة في حالاتٍ قليلة نادرة، ويُحتمل أن تكون قد شردت عن ساحل أمريكا الشماليَّة أو حملتها عاصفة عبر المحيط الأطلسي.
هذا الطائر مُقلِّدٌ بارع يُكرر في المعهود عبارات محفوظة في كل أغنية. يُطلق عليه أحيانًا اسم «الهَزار الأمريكي» بسبب عادته في التغريد في الليَّالي المُقمرة. يشتمل قوته على الثمار العنبيَّة والثِّمار واللافقاريَّات، وهو يُدافع بقوَّة عن مصادر الطعام الجيّد ضدَّ الأنواع المُنافسة جميعها. ومن عاداته المألوفة التي لم يوجد بعد تفسير مقبول لها: إيماضه بجناحيه، إذ يقف أثناء عدوه على الأرض ويرفع مُتعمِّدًا جناحيه وينشرهما نشرًا جزئيًا. يُصنِّف الاتحاد العالمي للحفاظ على الطبيعة هذه الطيور على أنها غير مُهددة على الإطلاق.

## الوصف

### الكِسوة

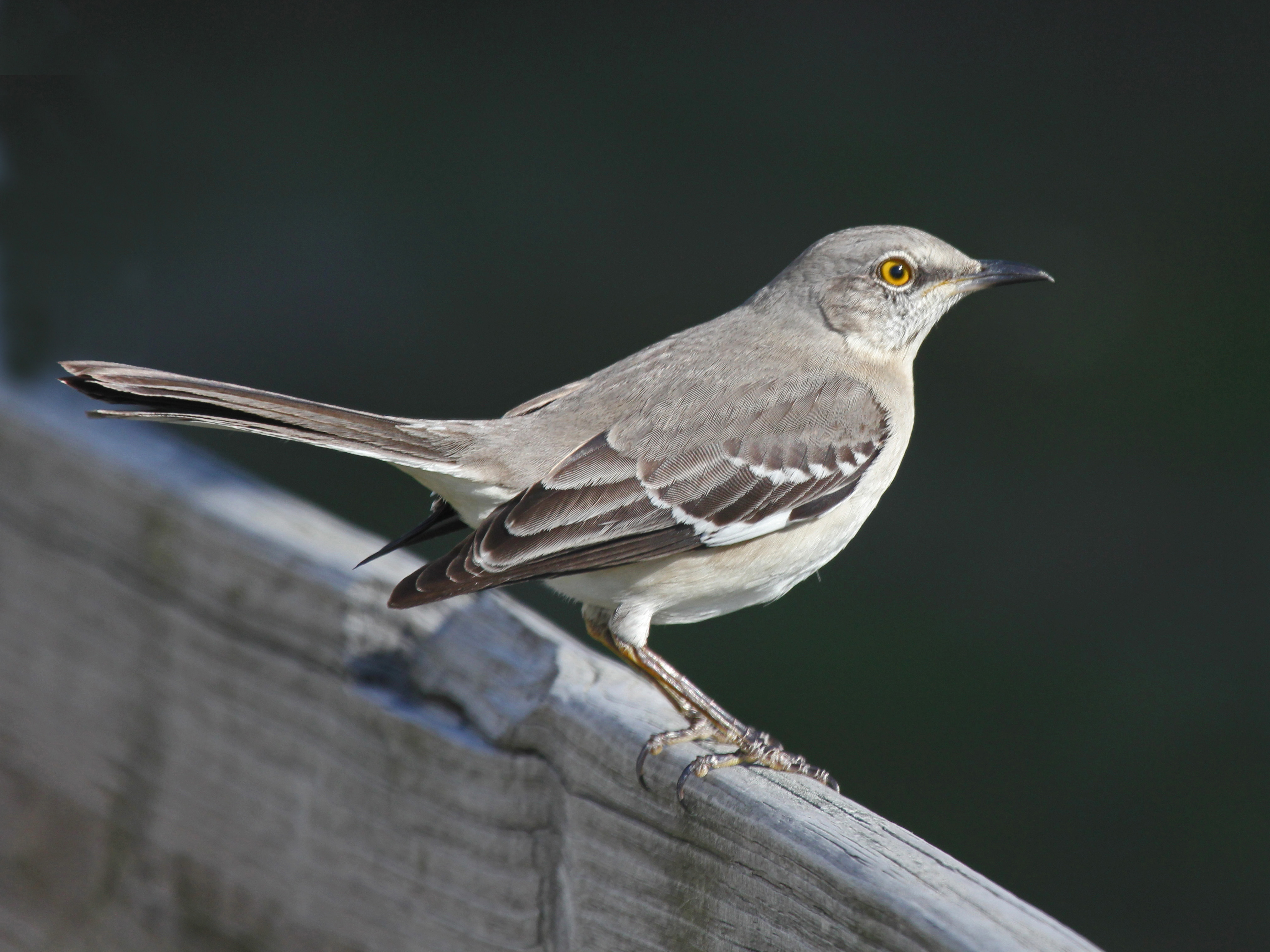
طائرٌ بالغ نمطيّ الكِسوة ذو قزحيَّة بُرتقاليَّة، في شاطئ سنست، كارولينا الشماليَّة.

المُحاكيات الشماليَّة مُحاكياتٌ متوسطة الحجم تتمتع بقوائم وأذيال طويلة، وبأجنحةٍ قصيرة ومقوَّسة. ريشُ هذه الطيور رماديّ أو بني ضارب للرمادي على القسم العلوي من الجسد، أمَّا قسمها السفلي فأبيض أو رماديّ ضارب للبياض. تتمتع بأشرطةٍ جَناحيَّة مُتوازية على النصف المُتاخم لأجنحتها يتصل بلطخةٍ بيضاء على الجناح تظهر أثناء التحليق، كما هو حال ريشات الطيران المركزيَّة السوداء، وتلك النمطيَّة البيضاء. القزحية خضراء مُصفرَّة أو صفراء في العادة، غير أنَّها تظهر بُرتقاليَّة عند نسبةٍ قليلة من الأفراد. المنقار أسود، ويبدو للناظر وكأنَّه ضارب للبُني على قسمه السفلي. الفراخ مُقلَّمة الظهر وتمتلك بُقعًا وتقليماتٍ أخرى على صدرها وقزحيَّة رماديَّة أو خضراء ضاربة للرمادي.

### القدّ
يتراوح طول جسد المُحاكيات الشماليَّة بين 20.5 و28 سنتيمترًا (بين 8.1 و11 إنش) بما فيه الذيل الذي يقرب في طوله طول الجسم. يتراوح باع الجناحين بين 31 و38 سنتيمترًا (12–15 إنشًا)، والزنة بين 40 و58 غرامًا (1.4–2.0 أونصة). تميل الذكور لأن تكون أكبر من الإناث بقليل. من المقاييس الأخرى: وتر الجناح الذي يتراوح بين 10 إلى 12 سنتيمترًا (3.9 إلى 4.7 إنشات)، والذيل الذي يتراوح بين 10 إلى 13.4 سنتيمترات (3.9 إلى 5.3 إنشات)، والقنَّة المُتراوحة بين 1.6 إلى 1.9 سنتيمرات (0.63 إلى 0.75 إنشًا)، والرصغ المُتراوح بين 2.9 إلى 3.4 سنتيمترات (1.1 إلى 1.3 إنشات).

### السُلالات
هُناك ثلاثة سُلالات مُعترفٌ بها من هذه الطيور. كذلك هُناك سُلالات مُقترحة من جزر الباهاماس وهايتي، توضع حاليًا ضمن السُلالة orpheus (المغراء).
- السُلالة النمطيَّة (M. m. polyglottos): توجد في العادة بالقسم الشرقي من أمريكا الشماليَّة، ويمتد نطاق موطنها من سكوشا الجديدة (نوڤا سكوشا) إلى نبراسكا في الشمال، وصولًا إلى تكساس وفلوريدا جنوبًا.[13]
- السُلالة الغربيَّة (M. p. leucopterus): توجد عادةً في القسم الغربيّ من أمريكا الشماليَّة، ويمتد نطاق موطنها من شمال غرب نبراسكا وغربي تكساس إلى ساحل المحيط الهادئ، وجنوبًا حتى المكسيك (برزخ تيخوانتپيك)، وجزيرة سوكورو.[13][18] أكبر حجمًا من السُلالة النمطيَّة، وذيولها أقصر بعض الشيء، وقسمها العلوي أكثر اصفرارًا وبُهتانًا، كما أنَّ القسم السفلي يتمتع بصباغٍ مُصفرّ بُرتقالي أكثر من السُلالة سالفة الذِكر.[13]
- السُلالة المغراء (M. p. orpheus): يمتد نطاق موطنها من جزر الباهاماس إلى جزر الأنتيل الكبرى، ويضم أيضًا جزر الكايمان والجزر العذراء.[18] تتشابه والسُلالة النمطيَّة غير أنَّها أصغر حجمًا، ونصيبها من اللون الرمادي على ظهرها أخف، كما أنَّ قسمها السفلي بالكاد تظهر عليه أيَّة لطخات مُصفرَّة.[13]

## الانتشار

### الموائل الطبيعيَّة
يُمكنُ العُثور على المُحاكي الشمالي في المناطق المكشوفة وعلى حواف الغابات. وغالبًا ما يُمكنُ رؤيته في المزارع وعلى جوانب الطرقات وفي مُنتزهات المدن والضواحي والأراضي العشبيَّة المكشوفة ذات الآجام والصحاري ذات الأشجار القمئيَّة. أكثر موائلها تفضيلًا عند بحثها عن الطعام هي الأراضي قصيرة الأعشاب أو حدائق المنازل والحدائق العامَّة مقصوصة العشب. تمتنع هذه الطيور عن سكن المناطق الغابويَّة الكثيفة.

### الموطن
يمتد موطن تفريخ المُحاكي الشمالي من المُحافظات البحريَّة لكندا غربًا حتى كولومبيا البريطانيَّة، ويشمل كل الجزء القاريّ من الولايات المتحدة وأغلب المكسيك، وصولاً إلى شرق ولاية واهاكا وولاية ڤيراكروز. القسم الأعظم من الجمهرات مُقيم دائم في هذه الأنحاء سالفة الذِكر، لكن بعض الطيور قاطنة القسم الشمالي الأكثر برودةً تنتقلُ جنوبًا خلال فصل الشتاء. هذه الطيور من أكثر الأنواع شيوعًا في جنوب الولايات المتحدة، وقد أُدخلت إلى هاواي حيث أصبحت من الطيور الشائعة أيضًا، كما أفادت بعض التقارير بوجودها في جنوب شرق ألاسكا، وأشارت أخرى إلى ثلاث طيور منها شردت حتى وصلت بريطانيا، على أنَّ واحدًا منها يؤكَّد أنَّه طائرُ أقفاصٍ هارب.

## السلوك

### الغذاء

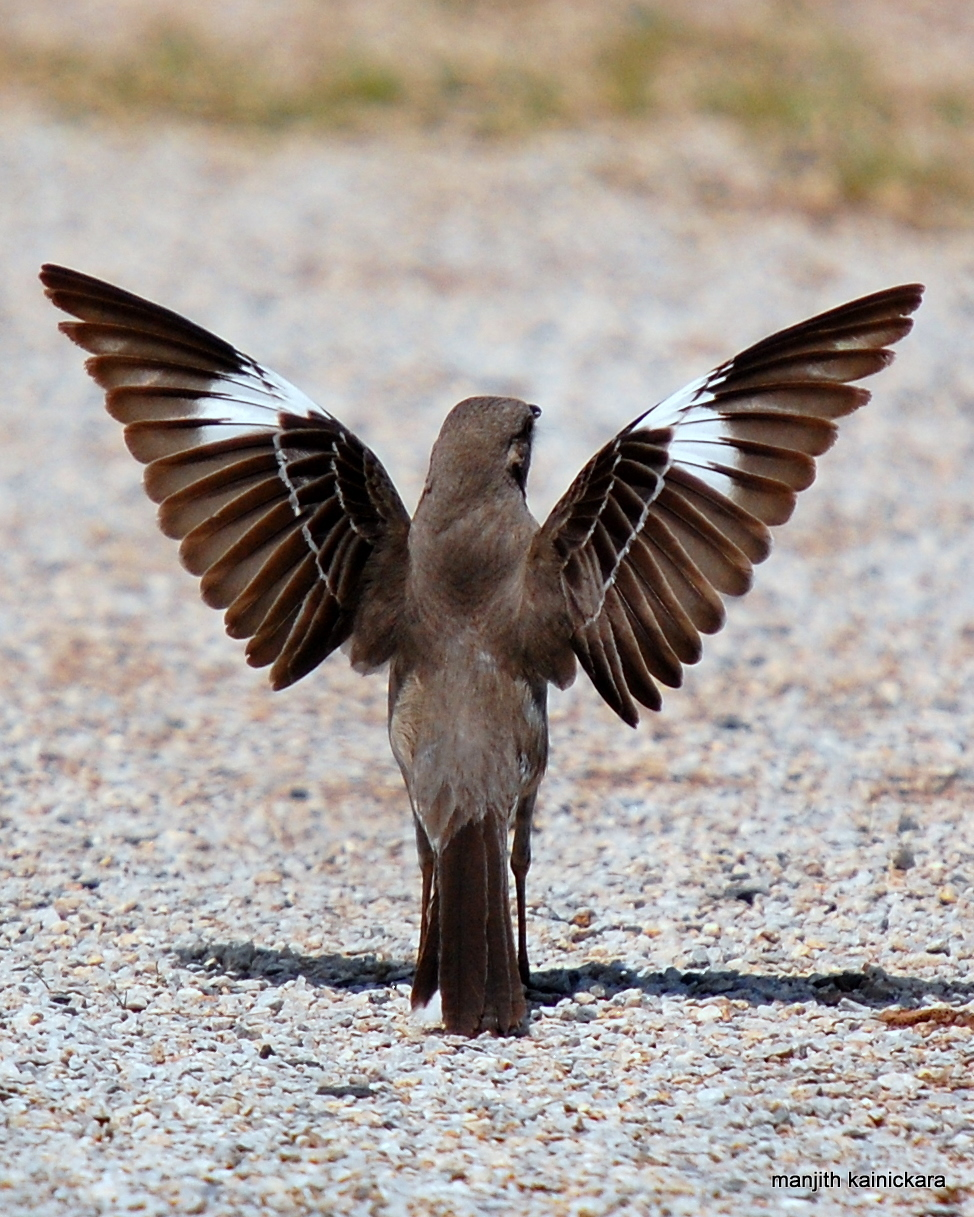
طائرٌ يُظهرُ السلوك المُحيّر أثناء بحثه عن طعامه: يبسط جناحيه ليُظهر البقعتين بيضاء اللون.

المُحاكي الشمالي طائرٌ قارت (آكل لكل شيء)، يتألَّف غذائه من مفصليَّات الأرجل، وديدان الأرض، والعوزات، والفاكهة، والبزور، والسحالي في أحيانٍ قليلة. تروي المُحاكيات الشماليَّة عطشها من البرك، وأطراف الأنهار والبحيرات، أو من قطرات الأمطار والندى المُتجمِّعة على النباتات. شوهدت بعض الأفراد البالغة من هذه الطيور وهي تمتص النسغ من شقوق الأشجار حديثة التقليم. تتكوَّن حميتها من الطرائد الحيوانيَّة بشكلٍ رئيسيّ خلال موسم التفريخ، ثم تتحوَّل إلى الثمار خلال فصليّ الخريف والشتاء. ربط العلماء بين ولع الطيور بالثمار خلال فصل الشتاء بتوسّع نطاق موطنها ونطاق موطن وردة الشقيقات السبع (Rosa multiflora) التي تُحبّذ الطيور ثمرتها.
تسعى هذه الطيور وراء غذائها على الأرض أو بين النباتات؛ كما تهبطُ من مجثمها انقضاضًا لتُمسك بطعامها. تُقدم المُحاكيات على بسط جناحيها أثناء بحثها عن الطعام، في صورةٍ غريبة مكوَّنة من خطوتين، تهدف من خلالها إلى إظهار البقعتين بيضاء اللون. وقد ذهب عُلماء الطير إلى أنَّ هذا السلوك رُبَّما كان طريقة لإجفال الفرائس المُمكنة وإخراجها من مخابئها، بينما قال آخرون أنه يُحتمل أن يكون عرضًا مناطقيًا فحسب.

### التفريخ

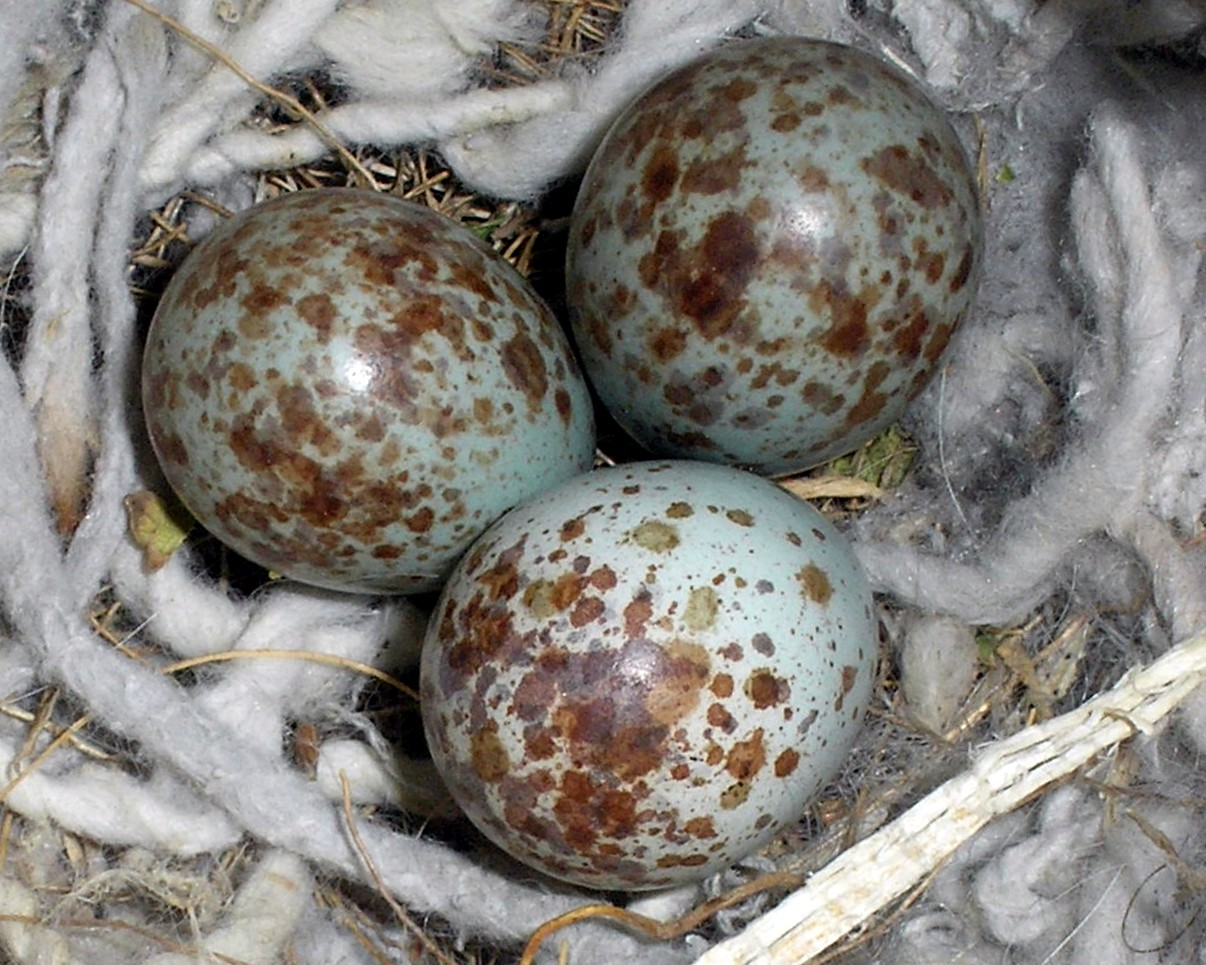
بيوضٌ في عش مُبطَّن بالخيوط القطنيَّة.

يبدأُ التفريخ مُبكرًا في مُنتصف شهر فبراير، حيث تقوم الذكور بالسيطرة على حوزٍ خاص بها. يُطاردُ الذكر المُسيطر أوَّل أنثى تدخل حوزه ويُناديها بعدائيَّة، فإن اهتمت به ردَّت عليه بنداءات أكثر رقَّة، وما أن يرتبط الطائران حتى يُصبح تغريدهما أكثر جمالًا. تميل المُحاكيات الشماليَّة لأن تكون أحاديَّة الشريك، وقد تعود الأنثى إلى نفس الذكر من موسم التفريخ الفائت.
يشترك كُلٌّ من الذكر والأنثى في بناء العش. يقوم الذكر بمعظم العمل، بينما تجثم أليفته على الشجرة أو الجَنَبة حيث يتم إنشاء العش، وتنذره من اقتراب أي ضارٍ. يعلو العش ما بين ثلاثة وعشرة أقدام عن الأرض في العادة، وهو عِبارة عن كأسٍ مفتوحة، مُكونة في الخارج من الغُصينات، ومُبطنة بالحشائش الناعمة، والجُذيرات، وأوراق الأشجار اليابسة، ووَبر النباتات. وكثيرًا ما يُدمج في العُش قطعٌ من الخُيوط والقطن واللدائن (الپلاستيك) والشَّعر. ويكونُ العش مخفيًا على نحو جيِّد في جَنبة أو بين الأغصان الواطئة لشجرة على مقربة من المساكن البشريَّة في أكثر الحالات. البيوض زرقاء فاتحة أو مُخضرَّة، ومُبرقشة. تضع الأنثى ما بين ثلاث إلى خمس بيضات، وترخمها لما يقرب من أسبوعين، وبعد أن تفقس الفراخ يتولَّى كلا الأبوين إطعامها.

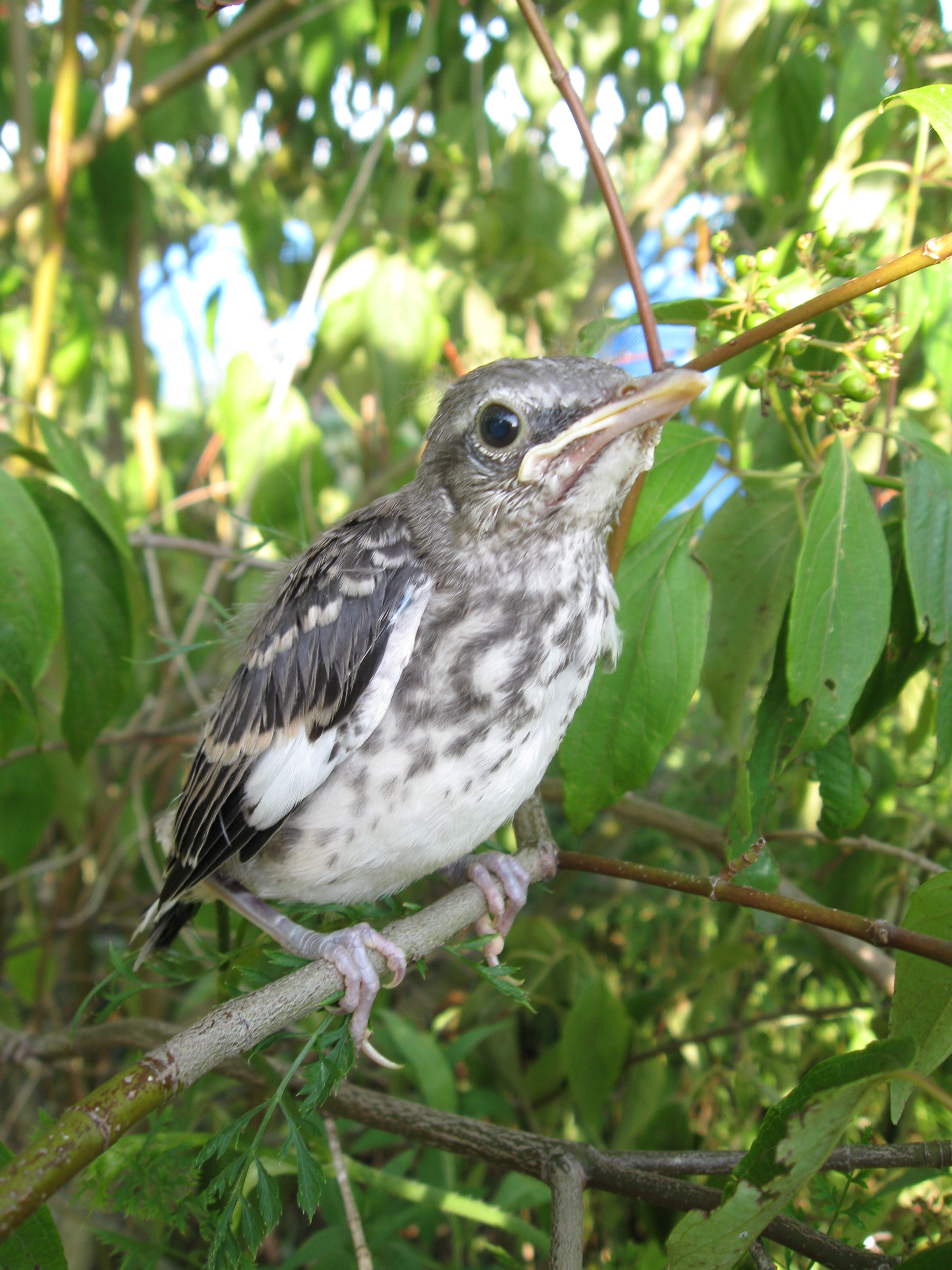
فرخٌ حث في فيرفيلد، پنسلڤانيا.

تُدافعُ الطيور عن أعشاشها والمنطقة المحيطة بها بشراسة ضدَّ أي مُحاكي أو حيوان آخر. وبحال كان المُفترس مُثابر ومُصر على الاقتراب، يُنادي الزوجان الأزواج الأخرى المُعششة على مقربةٍ منها بنداءٍ مُميَّز، فتشترك الطيور كلها في مهاجمة المُفترس حتى يعدل عن مراده ويذهب في سبيله. وفي بعض الأحيان تتجمع طيورٌ أخرى لتُراقب المُحاكيات وهي تطرد المُفترس. يُعرفُ عن هذه الطيور أنها تُهاجم القطط المُستأنسة عندما تقترب من منطقة تعشيشها، والكلاب أيضًا، بل حتَّى البشر، كما أنها مُستعدة لتُهاجم طيورًا مُفترسة أخرى من شاكلة البيزان. من أبرز الأحداث التي هاجمت فيها هذه الطيور البشر، حادثة وقعت في مدينة تولسا بولاية أوكلاهوما، وفي تفاصيلها أنَّ ساعي بريد اقترب كثيرًا من إحدى الأعشاش وتعرَّض للنقر مرَّات عدَّة، فاضطرَّت البلديَّة إلى توزيع بيانات خطيَّة تُحذِّرُ فيها السُكَّان من الاقتراب من أماكن تفريخ المُحاكيات.
تعتمد الفراخ على أبويها طيلة أسبوعين على الأكثر، أي طيلة الفترة التي يتطلبها اكتسائها بالريش. وما أن يكتسي الفرخ بالريش كُليًا، فسوف يقفزُ من العُش إلى الأرض أو إلى غصنٍ مُجاور. وما أن يُصبح قادرًا على الطيران حتى يستغني عن عناية والديه ويسعى وراء غذائه بنفسه.

### السلوك الاجتماعي
المُحاكيات الشماليَّة طيورٌ اجتماعيَّة للغاية، ويُمكنُ للمرء أن يُشاهد الفراخ الحثَّة منها وهي تلهو وتلعب بعضها أو مع أنوعٍ أخرى من الطيور حتى. كما أنَّ الطيور التي أُسرت في صغرها ونشأت مع البشر سُرعان ما تسعى للعلب مع مُربيها ما أن تعتاد عليهم. أغلب البوالغ تميل لأن تبقى وحدها مُعظم أوقات السنة، غير أنَّ بعضها الآخر «يعتني» بفراخ مُحاكيات أخرى أن عثر عليها وحيدةً في العش، فيجثم على مقربةٍ منها ولا يُغادر إلاّ عند حضور أحد الأبوين، وفي أحيان قليلة يجثم إلى جانب العش. على الرغم من كُل ذلك تُبدي هذه الطيور عدائيَّة تجاه أفراد من بني جنسها بين الحين والآخر، خاصَّةً عندما تتنازع على طريدة مُعينة.

### الأصوات والنداءات

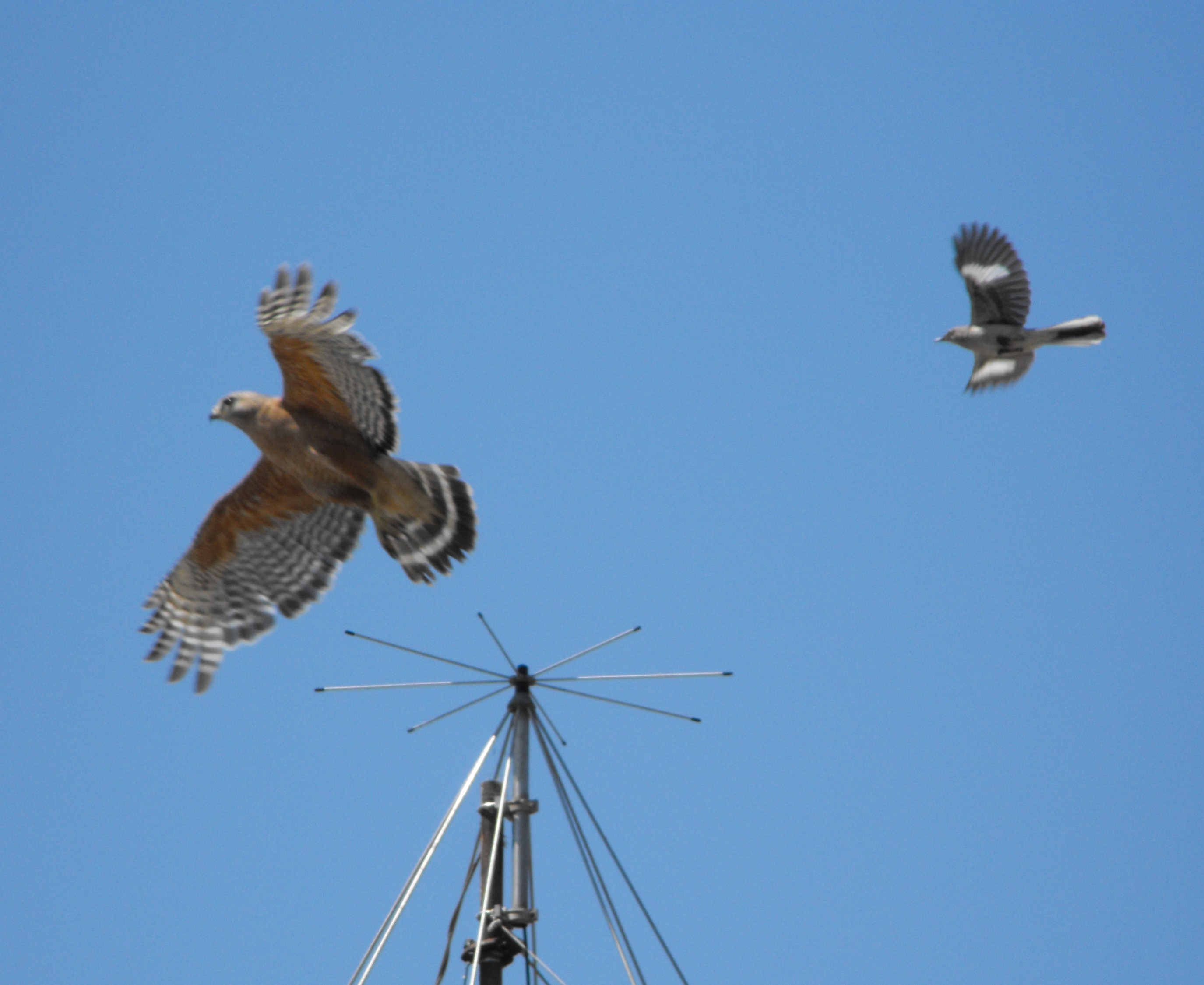
طائر يُهاجم بازًا أحمر المَنكِب.

يتربَّعُ المُحاكي الشمالي على عرش الطيور المُقلِّدة في أمريكا الشماليَّة دون أن يكون له مُنازع على ذلك، على الرغم من وجود أنواع أخرى كثيرة تُقلِّد نداءات غيرها من الطيور، عبر تلك القارَّة الشاسعة. وبالإضافة إلى الطيور الأخرى، تُقلِّدُ المُحاكيات الشماليَّة أصوات أنواعٍ أخرى من الحيوانات مثل الثدييات وأصوات الآلات مثل صفَّارات إنذار السيَّارات. تبدو هذه الأصوات مُطابقة لأصوات الطيور الأخرى بالنسبة للبشر، لكنها غالبًا لا تخدع أصحاب الصوت الأصلي، مثل قيق الآجام الفلوريدي (Aphelocoma coerulescens).
يظهر أنَّ تقليد المُحاكي الذكر لأصواتٍ أخرى يهدف إلى زيادة ذخيرته من النداءات الهادفة إلى استقطاب شريكة، فترتفع بهذا نسبة استقطابه لإحداها. كذلك يُحتمل أن تكون هذه الطائفة الواسعة من النداءات تهدف إلى طرد أكبر عددٍ مُمكن من أنواع الطيور المُنافسة على الغذاء والموئل. تُقلِّدُ هذه الطيور جزءًا يسيرًا من أصوات الأنواع الأخرى وتكرره عدَّة مرَّات قبل أن تنتقل إلى صوتٍ جديد. وبناءً على هذا فإنَّ السامع من البشر يبدو له أنَّ الطائر يُقلِّدُ نوعًا مُعينًا أفضل من النوع الآخر. بعض الأنواع ذات التغريد القصير المُكرر، من شاكلة نِمنمة كارولينا، يستطيعُ المُحاكي تقليدها بسهولةٍ فائقة، أمَّا الأخرى ذات التغريدات الأطول والأكثر تعقيدًا، مثل العُصفور الدوري المُغرِّد، فلا تستطيع المُحاكيات تقليدها بفعاليَّة.
إلى جانب كونها مُقلِّدةٌ بارعة، تُعدُّ المُحاكيات الشماليَّة إحدى أكثر الطيور صُخبًا. وكثيرًا ما يُمكنُ سماعها وهي تُغرِّدُ أثناء الليالي المُقمرة، وبالأخص الذكور العازبة منها التي تُحاول اجتذاب أنثى. تُغرِّدُ هذه الطيور طيلة فصول السنة دون تمييز، ما عدا أواخر الصيف، أي تلك الفترة التي تطرح ريشها أثنائها. تُردد الذكور البالغة ما بين 50 و200 تغريدة، كما يُمكن للإناث أن تُغرِّد، لكن بدرجةٍ أقل من الذكور بكثير. أعلى تغريدٌ لهذه الطيور يُمكن سماعه عند الشفق، عندما يكون شروق الشمس مستهلًا.
يستخدمُ المُحاكي الشماليّ عدد من الأصوات، إلى جانب تغريدته المألوفة، للتواصل مع غيره من بني جنسه في سبيل الإشارة إلى معلومات مُعينة. وكما هو حالُ تغريده، فإنَّ هذه الأصوات هي إحدى أكثر الأصوات حدَّةً وارتفاعًا التي يُصدرها طائرٌ بحجمه. تُصدر المُحاكيات ضجيجًا خشنًا مٌرتفعًا أثناء مُطاردتها طيورٌ أخرى في مُحاولةٍ لطردها خارج حدود حوزها. كذلك هُناك صوتٌ آخر مُشابه تُصدره حين تُدافع عن نفسها أو أعشاشها ضد مُفترسٍ مُعيَّن من شاكلة البيزان أو الصقور. من الأصوات الأخرى التي تُصدرها: الصفير، ونغمةٌ «حلقيَّة» مُميزة، وسلسلةٌ حادَّة جدًا من النغمات «المُرتفعة المُنخفضة» والتي تُكررها مرتين.

## الذكاء
اكتشف الباحثون في سنة 2009 أن زوجان من المُحاكي الشمالي تعرَّفا على أحد الأشخاص المُشاركين في التجربة الذي كان قد تظاهر في بدايتها بالتعرُّض لعش الطائرين، وذلك بأن اقترب ولمسه، فيما لم يفعل أيٌ من الباحثين الموجودين في الغرفة أي شيء. وما أن عاد بعد فترة واقترب من العش حتّى استعدت الطيور لمواجته، في حين لم تكن تتصرف على هذا النحو طيلة الفترة التي غاب فيها، على الرغم من رؤيتها الباحثين بالقرب من قفصها بشكلٍ يومي.

## في الثقافة الإنسانيَّة

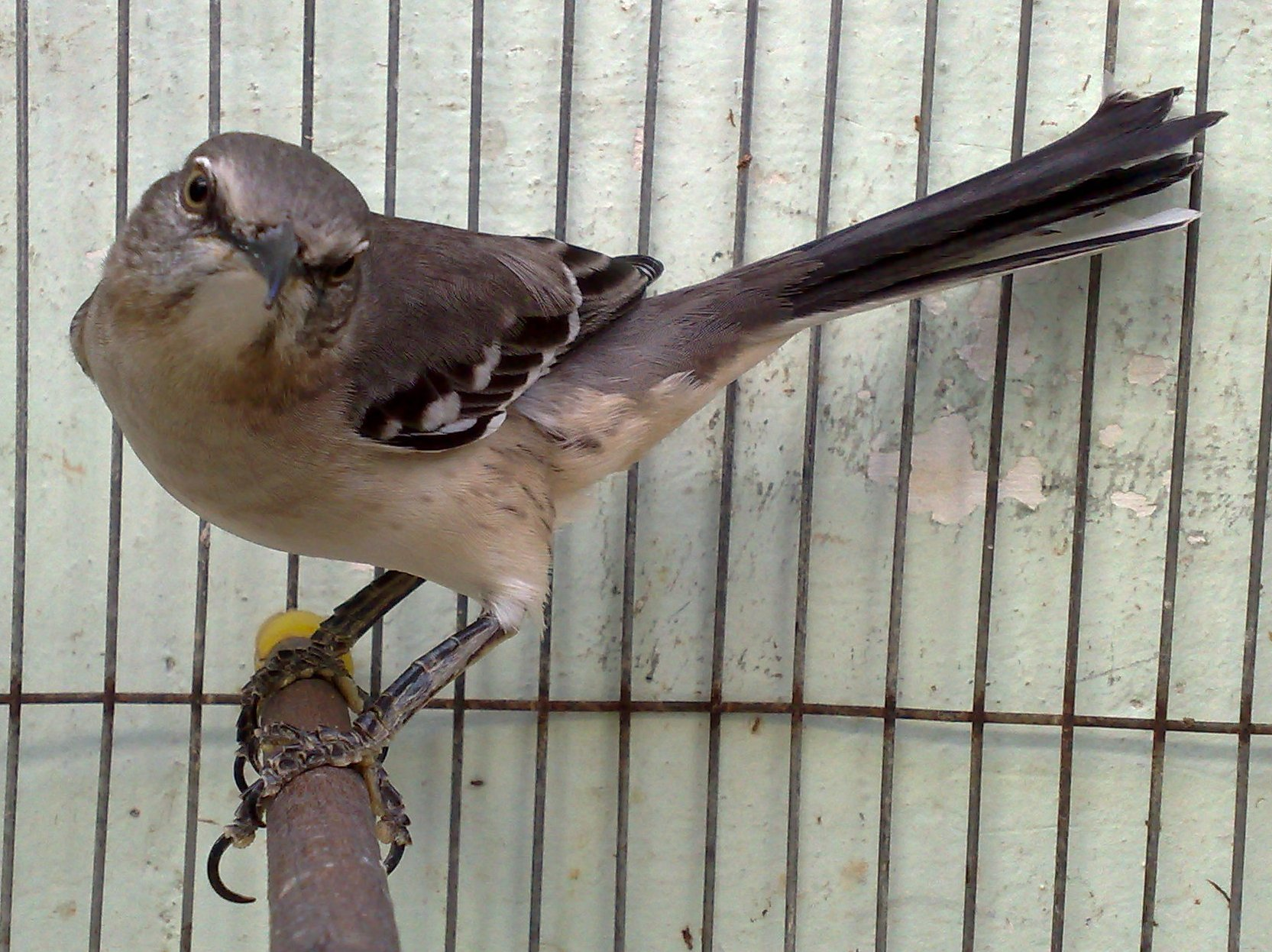
طائرٌ مُستأنس.

- اتخذت خمس ولايات أمريكيَّة هذا الطائر شعارٌ لها، وهي: أركنساس، وفلوريدا، والميسيسيپي، وتينيسي وتكساس.
- تظهرُ هذه الطيور في عنوان رواية أن تقتل عصفورًا مُحاكيًا، من تأليف هارپر لي. وفي هذه الرواية صُوِّرت المُحاكيات على أنها كائناتٌ بريئة وكريمة، واعتبرت شخصيتان رئيسيتان فيها، هما أتيكوس فينش والآنسة مودي، أن قتل إحدى هذه الطيور يُعتبر خطيئة كونها «لا تفعلُ لنا شيئًا سوى إطرابنا بتغريدها. فهي لا تأكلُ من حدائق الناس، ولا تُعشش في حقول الذرة، ولا تفعلُ شيئًا سوى إرهاق نفسها بالغناء لأجلنا».[26]
- ذُكرت المُحاكيات الشماليَّة في تهليلةٍ أمريكيَّة شهيرة هي "Hush Little Baby"، وقد سُجِّلت في عدَّة أنماط موسيقيَّة. وتُشير الكلمات إلى المُحاكيات الشماليَّة بصفتها طيور أقفاص مألوفة في ذلك الوقت، وتبدأ على هذا الشكل:

Hush little baby, don't say a word,
Mama's gonna buy you a mockingbird.
And if that mockingbird don't sing,
Mama's gonna buy you a diamond ring.
- من الأغاني الأمريكيَّة الفلكلوريَّة أغنية تحمل عنوان «استمع إلى المحاكي» (بالإنگليزية: Listen to the Mocking Bird).
- كان الرئيس الأمريكي طوماس جفرسون يمتلكُ مُحاكيًا أليفًا دعاه «ديك».[27][28]
- يُحتمل أن يكون المُحاكي الشمالي هو الطائر موضوع العمل الكورسي الخاص بفريدريك دليوس، حامل عنوان 'انجراف البحر' (بالإنگليزية: Sea Drift). وهو عملٌ درامي مأساوي يصف صبيًا يُراقب زوجٌ من الطيور في العش ويعي أن الذكر وحيد، بانتظار عودة قرينته.

## قراءات أخرى

### كتاب
- Derrickson, K. C. and R. Breitwisch. 1992. Northern Mockingbird (Mimus polyglottos). In The Birds of North America, No. 7 (A. Poole, P. Stettenheim, and F. Gill, Eds.). Philadelphia: The Academy of Natural Sciences; Washington, DC.: The American Ornithologists’ Union.

### مقالات
- Acosta M & Mugica L. (1989). Reproductive Ecology of the Northern Mockingbird Mimus-Poliglottos-Orpheus in the Coastal Thorny Thicket of the National Botanical Garden. Revista del Jardin Botanico Nacional. vol 9, no 2. p. 109-114.
- Arnold JR. (1980). Distribution of the Mockingbird Mimus-Polyglottos in California USA. Western Birds. vol 11, no 2. p. 97-102.
- Baker MC. (1968). Feeding Perching Behavior in the Mockingbird Mimus-Polyglottos Ecology. Condor. vol 70, no 3.
- Balat F & De Las Pozas G. (1981). The Breeding of Mimus-Polyglottos and Zenaida-Macroura in a Peripheral Part of Havana Cuba. Folia Zoologica. vol 30, no 4. p. 339-352.
- Balat F & Delaspozas G. (1981). DATA ON THE BREEDING OF MIMUS-POLYGLOTTOS AND ZENAIDA-MACROURA IN A PERIPHERAL PART OF HAVANA. Folia Zoologica. vol 30, no 4. p. 339-352.
- Barrows EM, Acquavella AP, Weinstein PJS & Nosal RE. (1980). Response to Novel Food in Captive Juvenile Mockingbirds Mimus-Polyglottos. Wilson Bulletin. vol 92, no 3. p. 399-402.
- Biedenweg DW. (1983). Time and Energy Budgets of the Mockingbird Mimus-Polyglottos During the Breeding Season. Auk. vol 100, no 1. p. 149-160.
- Bodily RY & Neudorf DLH. (2004). Mate guarding in northern mockingbirds (Mimus polyglottos). Texas Journal of Science. vol 56, no 3. p. 207-214.
- Boyd M & Ellison K. (2004). Golden-fronted woodpecker consumes Northern Mockingbird nestling. Bulletin of the Texas Ornithological Society. vol 37, no 2. p. 25-27.
- Breitwisch R. (1988). Sex Differences in Defense of Eggs and Nestlings by Northern Mockingbirds Mimus-Polyglottos. Animal Behaviour. vol 36, no 1. p. 62-72.
- Breitwisch R, Diaz M, Gottlieb N, Lee R & Zaias J. (1986). Defense of Fall Territories by Mated and Unmated and Northern Mockingbirds Mimus-Polyglottos in Southern Florida USA. Journal of Field Ornithology. vol 57, no 1. p. 16-21.
- Breitwisch R, Diaz M & Lee R. (1987). FORAGING EFFICIENCIES AND TECHNIQUES OF JUVENILE AND ADULT NORTHERN MOCKINGBIRDS (MIMUS-POLYGLOTTOS). Behaviour. vol 101, p. 225-235.
- Breitwisch R, Merritt PG & Whitesides GH. (1984). Why Do Northern Mockingbirds Mimus-Polyglottos Feed Fruit to Their Nestlings. Condor. vol 86, no 3. p. 281-287.
- Breitwisch R, Merritt PG & Whitesides GH. (1986). Parental Investment by the Northern Mockingbird Mimus-Polyglottos Male and Female Roles in Feeding Nestlings. Auk. vol 103, no 1. p. 152-159.
- Breitwisch R, Ritter RC & Zaias J. (1986). Parental Behavior of a Bigamous Male Northern Mockingbird Mimus-Polyglottos. Auk. vol 103, no 2. p. 424-427.
- Breitwisch R & Whitesides GH. (1987). DIRECTIONALITY OF SINGING AND NON-SINGING BEHAVIOR OF MATED AND UNMATED NORTHERN MOCKINGBIRDS, MIMUS-POLYGLOTTOS. Animal Behaviour. vol 35, p. 331-339.
- Brenowitz EA. (1982). Aggressive Response of Red-Winged Blackbirds Agelaius-Phoeniceus to Mockingbird Mimus-Polyglottos Song Imitation. Auk. vol 99, no 3. p. 584-586.
- Buden DW. (1988). Geographic Variation and Probable Sources of the Northern Mockingbird in the Bahama Islands Atlantic Ocean. Proceedings of the Biological Society of Washington. vol 101, no 3. p. 475-486.
- Campbell RW & Anderson WJ. (1968). Mockingbird at Vancouver British-Columbia Canada Mimus-Polyglottos Recent Record. Canadian Field Naturalist. vol 82, no 3.
- Clark HO. (2001). Use of a car alarm sequence in the northern mockingbird repertoire. California Fish and Game. vol 87, no 3. p. 115-116.
- Cumming F. (1974). Nutrition and Niche of Mockingbirds Mimus-Polyglottos Mimidae. ASB Bulletin. vol 21, no 2.
- David N, Gosselin M & Seutin G. (1990). Pattern of Colonization by the Northern Mockingbird in Quebec Canada. Journal of Field Ornithology. vol 61, no 1. p. 1-8.
- Derrickson KC. (1987). BEHAVIORAL-CORRELATES OF SONG TYPES OF THE NORTHERN MOCKINGBIRD (MIMUS-POLYGLOTTOS). Ethology. vol 74, no 1. p. 21-32.
- Derrickson KC. (1987). YEARLY AND SITUATIONAL CHANGES IN THE ESTIMATE OF REPERTOIRE SIZE IN NORTHERN MOCKINGBIRDS (MIMUS-POLYGLOTTOS). Auk. vol 104, no 2. p. 198-207.
- Dickson RD. (1991). Northern Mockingbird and Swamp Sparrow Overwinter in Calgary Alberta Canada. Blue Jay. vol 49, no 2. p. 70-71.
- Fairfield G & Fairfield J. (1997). Wing flashing behaviour in a Northern mockingbird. Ontario Birds. vol 15, no 3. p. 116-117.
- Farnsworth GL. (2004). Sub-optimal foraging by a wild Northern Mockingbird in novel situations. Ecological Society of America Annual Meeting Abstracts. vol 89, no 151.
- Farnsworth GL. (2005). Failure of a free-living northern mockingbird (Mimus polyglottos) to discriminate food rewards on the basis of number. Ohio Journal of Science. vol 105, no 4. p. 97-99.
- Ficken RW & Ficken MS. (1982). Interspecific Plumage Similarity the Mockingbird Mimus-Polyglottos and Loggerhead Shrike Lanius-Ludovicianus. Wilson Bulletin. vol 94, no 2.
- Fischer DH. (1981). Factors Affecting the Reproductive Success of the Northern Mockingbird Mimus-Polyglottos in South Texas USA. Southwestern Naturalist. vol 26, no 3. p. 289-294.
- Fulk KR, Logan CA & Hyatt LE. (1987). POLYANDRY IN A FEMALE NORTHERN MOCKINGBIRD. Wilson Bulletin. vol 99, no 2. p. 286-288.
- Hedrick LD & Woody AD. (1983). Northern Mockingbird Mimus-Polyglottos Kills Cedar Waxwing Bombycilla-Cedrorum. Wilson Bulletin. vol 95, no 1. p. 157-158.
- Hopkins MJ. (1968). Carrion Consumption by Birds Other Than Vultures Melanerpes-Erythrocephalus Mimus-Polyglottos Corvus-Brachyrhynchos Lanius-Ludovicianus. Oriole. vol 33, no 3.
- Horwich RH. (1969). Behavioral Ontogeny of the Mockingbird Mimus-Polyglottos Toxostoma-Curvirostre. Wilson Bulletin. vol 81, no 1. p. 87-93.
- Howard RD. (1974). INFLUENCE OF SEXUAL SELECTION AND INTERSPECIFIC COMPETITION ON MOCKINGBIRD SONG (MIMUS-POLYGLOTTOS). Evolution. vol 28, no 3. p. 428-438.
- Hughes CR & Deloach DM. (1997). Developing microsatellites when they are rare: Trinucleotide repeat loci in the northern mockingbird Mimus polyglottos. Molecular Ecology. vol 6, no 11. p. 1099-1102.
- Igl LD & Martin RE. (2002). Records of Northern Mockingbird, Mimus polyglottos, occurrences in North Dakota during the twentieth century. Canadian Field-Naturalist. vol 116, no 1. p. 87-97.
- Joern WT & Jackson JF. (1983). Homogeneity of Vegetational Cover around the Nest and Avoidance of Nest Predation in Mockingbirds Mimus-Polyglottos. Auk. vol 100, no 2. p. 497-499.
- Logan CA. (1983). REPRODUCTIVELY DEPENDENT SONG CYCLICITY IN MATED MALE MOCKINGBIRDS (MIMUS-POLYGLOTTOS). Auk. vol 100, no 2. p. 404-413.
- Logan CA. (1985). Mockingbird Mimus-Polyglottos Use of Chatbursts with Neighbors Vs. Strangers. Journal of Field Ornithology. vol 56, no 1. p. 69-71.
- Logan CA. (1987). FLUCTUATIONS IN FALL AND WINTER TERRITORY SIZE IN THE NORTHERN MOCKINGBIRD (MIMUS-POLYGLOTTOS). Journal of Field Ornithology. vol 58, no 3. p. 297-305.
- Logan CA. (1988). BREEDING CONTEXT AND RESPONSE TO SONG PLAYBACK IN MOCKINGBIRDS (MIMUS-POLYGLOTTOS). Journal of Comparative Psychology. vol 102, no 2. p. 136-145.
- Logan CA. (1994). Fluctuations in intra-pair calling across breeding phases in northern mockingbirds (Mimus polyglottos). Behaviour. vol 130, no 1-2. p. 123-141.
- Logan CA. (2003). The function of "chat" calls in northern mockingbirds (Mimus polyglottos): Vocal defense of nestlings. In Ploger, Bonnie J [Editor, Reprint Author], Yasukawa, Ken [Editor] Exploring animal behavior in laboratory and field: An hypothesis-testing approach to the development, causation, function, and evolution of animal behavior:279-286, 2003. Academic Press Inc., 525 B Street, Suite 1900, San Diego, CA, 92101-4495

Academic Press Ltd., 84 Theobald's Road, London, WC1X 8RR, UK.
- Logan CA, Budman PD & Fulk KR. (1983). ROLE OF CHATBURST VERSUS SONG IN THE DEFENSE OF FALL TERRITORY IN MOCKINGBIRDS (MIMUS-POLYGLOTTOS). Journal of Comparative Psychology. vol 97, no 4. p. 292-301.
- Logan CA & Derrickson KC. (1996). Aggressive harassment by male northern mockingbirds (Mimus polyglottos) directed at their incubating mates. Bird Behavior. vol 11, no 2. p. 71-80.
- Logan CA & Donaghey BA. (1997). Fledgling age affects female reactions to mate song in free-living northern mockingbirds (Mimus polyglottos). Bird Behavior. vol 12, no 1-2. p. 1-6.
- Logan CA & Fulk KR. (1984). DIFFERENTIAL RESPONDING TO SPRING AND FALL SONG IN MOCKINGBIRDS (MIMUS-POLYGLOTTOS). Journal of Comparative Psychology. vol 98, no 1. p. 3-9.
- Logan CA & Hyatt LE. (1991). MATE ATTRACTION BY AUTUMNAL SONG IN THE NORTHERN MOCKINGBIRD (MIMUS-POLYGLOTTOS). Auk. vol 108, no 2. p. 429-432.
- Logan CA, Hyatt LE & Gregorcyk L. (1990). SONG PLAYBACK INITIATES NEST BUILDING DURING CLUTCH OVERLAP IN MOCKINGBIRDS, MIMUS-POLYGLOTTOS. Animal Behaviour. vol 39, p. 943-953.
- Logan CA & Rulli M. (1981). Bigamy in a Male Mockingbird Mimus-Polyglottos. Auk. vol 98, no 2. p. 385-386.
- Logan CA & Wingfield JC. (1995). Hormonal correlates of breeding status, nest construction, and parental care in multiple-brooded northern mockingbirds, Mimus polyglottos. Hormones & Behavior. vol 29, no 1. p. 12-30.
- Mac-Kenzie J-A, Mac-Kenzie HN & Schouten MA. (1995). Northern Mockingbird, Mimus polyglottos, at Princeton: First successful breeding record in British Columbia. Canadian Field Naturalist. vol 109, no 2. p. 260.
- Means LL & Goertz JW. (1983). Nesting Activities of Northern Mockingbirds Mimus-Polyglottos in Northern Louisiana USA. Southwestern Naturalist. vol 28, no 1. p. 61-70.
- Merritt PG. (1980). Group Foraging by Mockingbirds Mimus-Polyglottos in a Florida USA Strangler Fig Ficus-Aurea. Auk. vol 97, no 4. p. 869-872.
- Merritt PG. (1984). Observer Recognition by the Northern Mockingbird Mimus-Polyglottos. Journal of Field Ornithology. vol 55, no 2. p. 252-253.
- Owen-Ashley NT, Schoech SJ & Mumme RL. (2002). Context-specific response of Florida Scrub-Jay pairs to Northern Mockingbird vocal mimicry. Condor. vol 104, no 4. p. 858-865.
- Peer BD, Ellison KS & Sealy SG. (2002). Intermediate frequencies of egg ejection by Northern Mockingbirds (Mimus polyglottos) sympatric with two Cowbird species. Auk. vol 119, no 3. p. 855-858.
- Roth RR. (1979). Foraging Behavior of Mockingbirds Mimus-Polyglottos the Effect of Too Much Grass. Auk. vol 96, no 2. p. 421-422.
- Sims CG & Holberton RL. (2000). Development of the corticosterone stress response in young Northern Mockingbirds (Mimus polyglottos). General and Comparative Endocrinology. vol 119, no 2. p. 193-201.
- Smith KG. (1986). BROWN THRASHERS RESPOND TO CALLS OF NORTHERN MOCKINGBIRD NESTLINGS. Wilson Bulletin. vol 98, no 2. p. 313-314.
- Smith KG. (1986). Winter Population Dynamics of Blue Jays Cyanocitta-Cristata Red-Headed Woodpeckers Melanerpes-Erythrocephalus and Northern Mockingbirds Mimus-Polyglottos in the Ozarks USA. American Midland Naturalist. vol 115, no 1. p. 52-62.
- Smith RBH & Poon W. (2006). The changing status of the Northern Mockingbird in the Greater Toronto Area. Ontario Birds. vol 24, no 3. p. 106-159.
- Stewart PA. (1980). Mockingbird Mimus-Polyglottos Defense of a Winter Food Source. Journal of Field Ornithology. vol 51, no 4.
- Thompson NS, Abbey E, Wapner J, Logan C, Merritt PG & Pooth A. (2000). Variation in the bout structure of northern mockingbird (Mimus polyglottus) singing. Bird Behavior. vol 13, no 2. p. 93-98.
- Utter JM, Pearson LL, Carruth GC & Hurley BJ. (1983). Over Wintering of Northern Mockingbirds Mimus-Polyglottos and Subsequent Breeding Success. American Zoologist. vol 23, no 4. p. 898.
- Zaias J & Breitwisch R. (1989). INTRA-PAIR COOPERATION, FLEDGLING CARE, AND RENESTING BY NORTHERN MOCKINGBIRDS (MIMUS-POLYGLOTTOS). Ethology. vol 80, no 1-4. p. 94-110.

## وصلات خارجية
- معلومات عن المُحاكي الشماليّ من مُختبر كورنيل لعلم الطيور.
- ڤيديوهات وصور وملفَّات صوتيَّة عن المُحاكي الشمالي على موقع مجموعة الطيور على شبكة الإنترنت.
- معلومات عن المحاكي الشمالي - الطيور وهواتها في داكوتا الجنوبيَّة.
- المُحاكي الشمالي - Mimus polyglottos - مركز معلومات.
- تعلَّم تغريد الطيور: تغريدات المُحاكي الشمالي من موقع لانغ أليوت.
- تغريد المُحاكي الشمالي.